# Окленд (Пенсільванія)
Окленд (англ. Oakland) — переписна місцевість (CDP) в США, в окрузі Кембрія штату Пенсільванія. Населення — 1481 особа (2020).

## Географія
Окленд розташований за координатами 40°18′20″ пн. ш. 78°52′54″ зх. д. / 40.30556° пн. ш. 78.88167° зх. д. (40.305522, -78.881763).  За даними Бюро перепису населення США в 2010 році переписна місцевість мала площу 3,67 км², уся площа — суходіл.

## Демографія
Згідно з переписом 2010 року, у селищі мешкало 1578 осіб у 760 домогосподарствах у складі 487 родин. Густота населення становила 430 осіб/км².  Було 806 помешкань (220/км²).
Расовий склад населення:
| - 96,9 % — білих - 1,3 % — чорних або афроамериканців - 0,5 % — азіатів - 0,1 % — корінних американців |

До двох чи більше рас належало 1,1 %. Частка іспаномовних становила 1,1 % від усіх жителів.
За віковим діапазоном населення розподілялося таким чином: 11,4 % — особи молодші 18 років, 61,1 % — особи у віці 18—64 років, 27,5 % — особи у віці 65 років та старші. Медіана віку мешканця становила 53,3 року. На 100 осіб жіночої статі у селищі припадало 95,1 чоловіків;  на 100 жінок у віці від 18 років та старших — 94,2 чоловіків також старших 18 років.
Середній дохід на одне домашнє господарство  становив 50 719 доларів США (медіана — 41 985), а середній дохід на одну сім'ю — 57 700 доларів (медіана — 43 625). Медіана доходів становила 36 667 доларів для чоловіків та 32 284 долари для жінок. За межею бідності перебувало 6,7 % осіб, у тому числі 11,6 % дітей у віці до 18 років та 1,6 % осіб у віці 65 років та старших.
Цивільне працевлаштоване населення становило 721 особа. Основні галузі зайнятості: освіта, охорона здоров'я та соціальна допомога — 27,3 %, роздрібна торгівля — 17,3 %, науковці, спеціалісти, менеджери — 8,6 %, фінанси, страхування та нерухомість — 6,7 %.